# Прима (марка сигарет)
«При́ма» — марка сигарет, производящихся с периода не позднее 1960 года по настоящее время предприятиями табачной промышленности Советского Союза, а затем — России и других государств, ранее входивших в состав СССР.

## История создания
Сигареты «Прима» начали выпускать в Советском Союзе в 1950-х годах. Они отличались сравнительно низкой ценой (стоимость одной пачки — 14 копеек при средней зарплате инженера 120 рублей в 1980-х годах) и неплохим табаком, чем завоевали популярность в СССР, и зарекомендовали себя не хуже папирос «Беломорканал». Также, эти сигареты имели неофициальное название «Солдатские», так как они широко продавались в ларьках на территориях воинских частей и входили в табачное довольствие рядового и сержантского состава ВС СССР и России, в количестве 10 сигарет в день или одна пачка раз в два дня.  
В настоящее время сигареты «Прима» производятся рядом табачных фабрик в России и на всей территории бывшего СССР.
Согласно исследованиям табачного рынка в России в январе-марте 2016 года, «Прима» стала самой подделываемой маркой сигарет с долей 44 % от всего объёма подделок. Сигареты этой марки, произведённые нелегально, продавались по цене от 25 до 38 рублей за одну пачку (из данных сайта Федеральной таможенной службы следует, что примерно в этих границах цена на легальную «Приму» действовала в 2013 году). Зарегистрированные в 2016 году максимальные розничные цены на эту марку от разных производителей колебались уже от 50 до 74 рублей за одну пачку.

## Описание

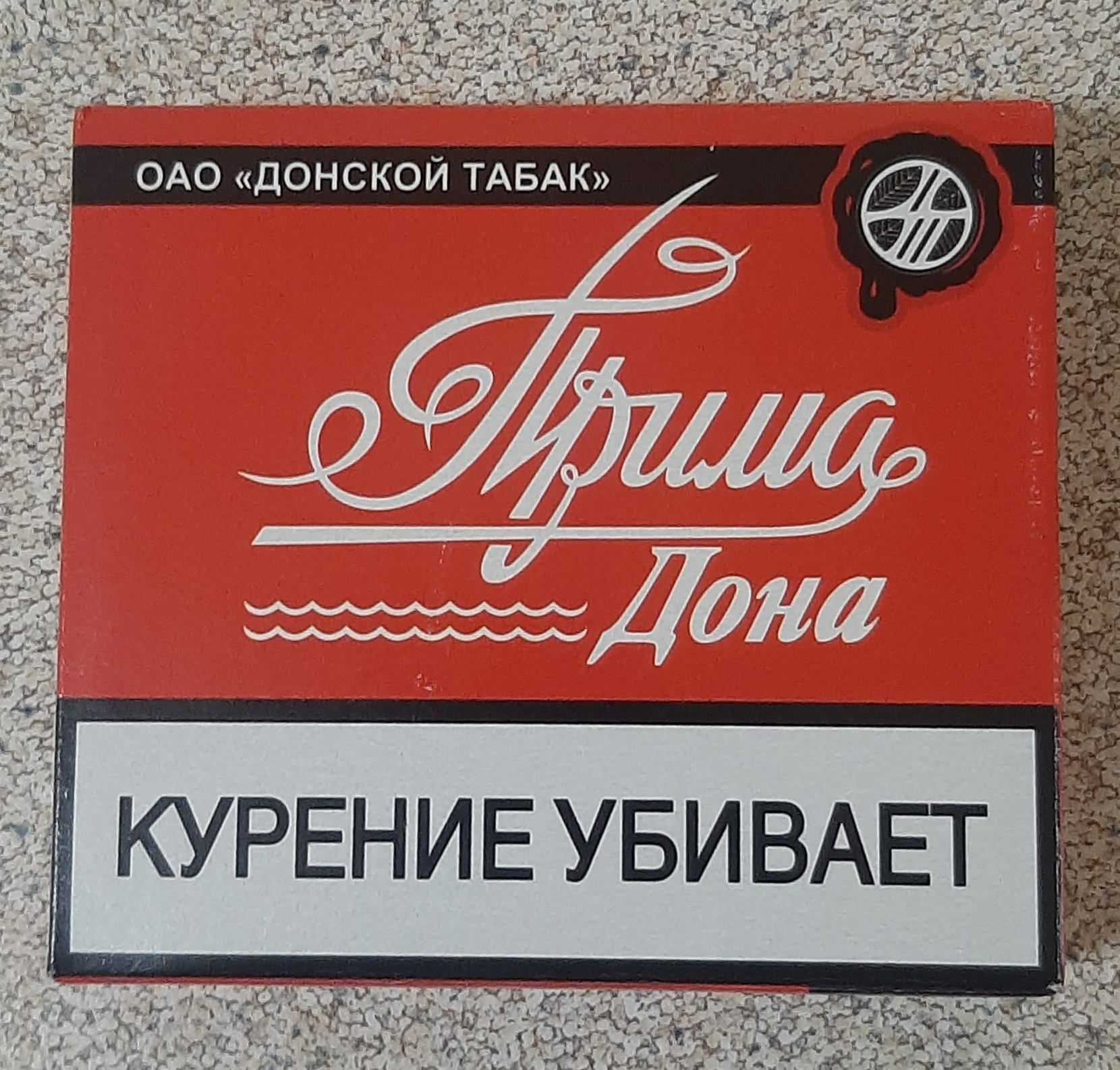
Прима Дона, 2021 г.

«Прима» относится к сигаретам первого сорта, табачный состав которых соответствует составу папирос первого сорта «А» (как у «Беломорканала»). Изготавливается из смеси табаков, содержащей 20 % ароматичных табаков третьего «А» товарного сорта (Самсун Закавказский или Среднеазиатский, Дюбек южнобережный или Среднеазиатский и Остроконец) и 80 % любых скелетных табаков третьего «А» товарного сорта. Аромат дыма простой или с небольшим оттенком грубости. Крепость выше средней.
Длина сигареты 70 мм, диаметр овала, приведённого к кругу 8,2 мм.